# Federazione di baseball e softball dell'Indonesia
La Federazione indonesiana di baseball e softball (eng. Indonesia Amateur Baseball & Softball Federation) è un'organizzazione fondata per governare la pratica del baseball e del softball in Indonesia.
Organizza il campionato maschile e di softball femminile, e pone sotto la propria egida la nazionale maschile e di softball femminile.